# Tsantsa

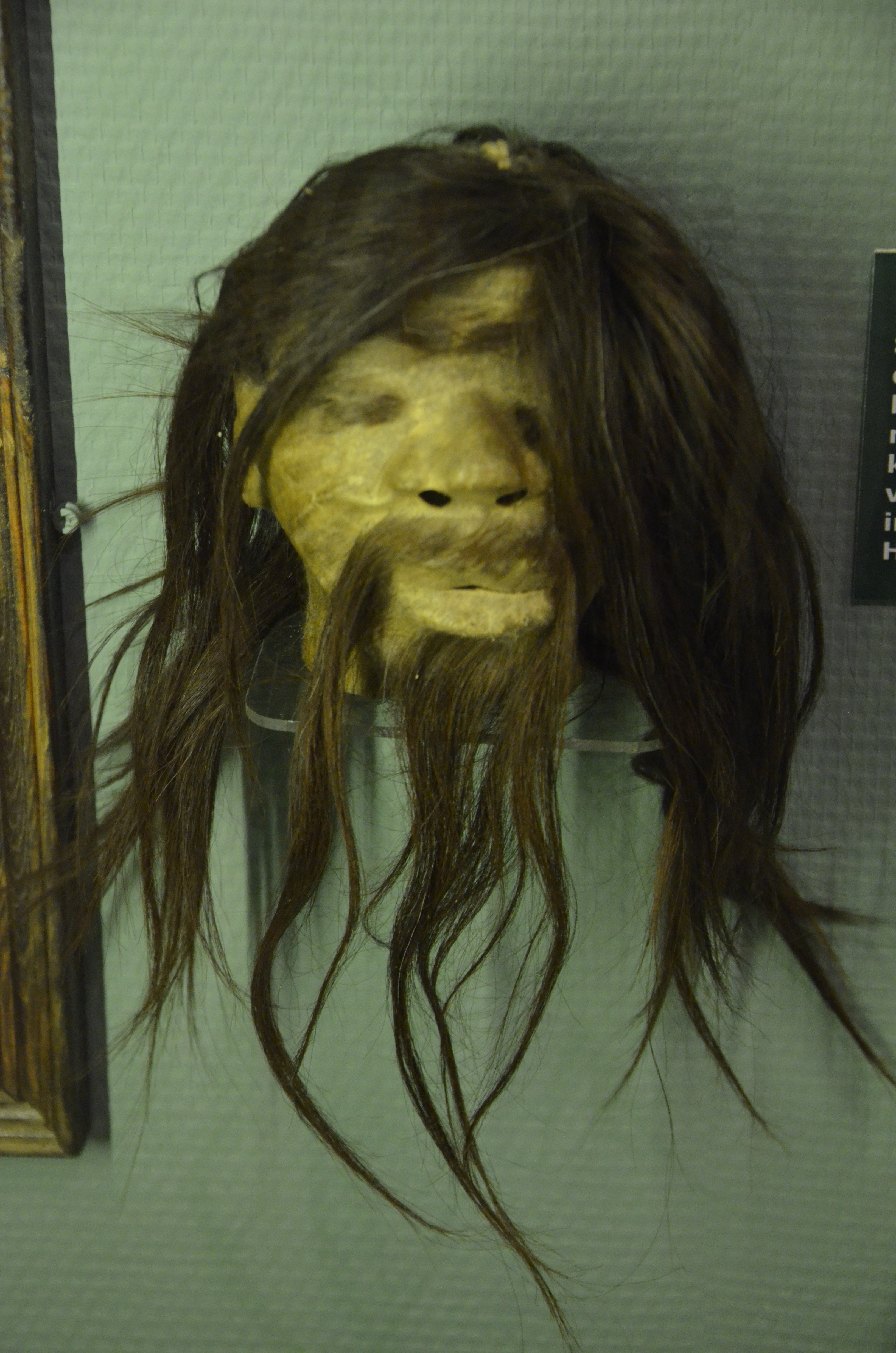
Tsantsa från Jivarofolk i Ecuador, 1900-20, på Marstal Søfartsmuseum i Danmark

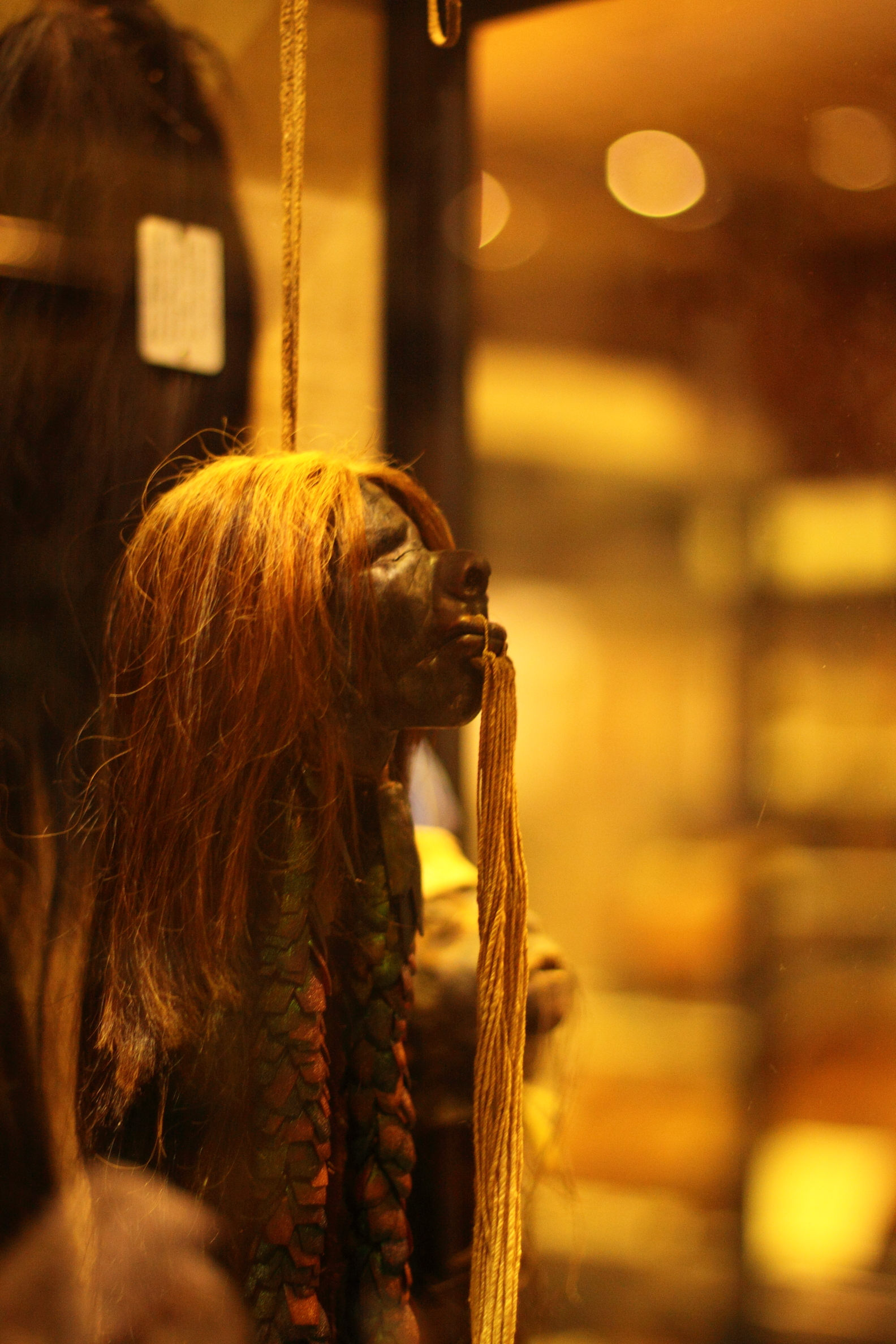
Tsantsa i Pitt Rivers Museum i Oxford i Storbritannien

Tsantsa är ett rituellt föremål framställt av shuarfolk i västra Amazonas regnskogar i Ecuador och Peru genom krympning av dödade fienders skalper.

## Rituell mening
Shuarfolk tillämpar blodshämnd. När någon i den egna stammen dödats, organiseras hämndrazzior för att komma åt den mördare som pekats ut av en shaman. För att hindra den dödade fiendens onda ande att åstadkomma skada, för att överta den dödades kraft och för att ge prestige som krigstrofé, skars förr fiendens huvud av och togs med till hembyn. Där prepareras det under invecklade rituella ceremonier. Dessa avslutas med en segerfest, ofta lång tid efter hämndaktionen, som kunde vara i många dagar och ansågs vara den mest betydelsefulla av shuarfolkets fester.

## Framställning
Den dödade fiendens huvud flåddes med en skarp kniv i nacken från hjässan, varefter skalpen drogs av och kraniet slängdes bort. Skalpen lades i kokande vatten, vilket åstadkom en viss krympning. Därefter syddes skalpen ihop med växtfiber i snittet. Sedan lades först glödheta stenar, och därefter het sand, i och rullades runt så att återstående köttdelar och fett brändes av. Skalpen krymptes under denna behandling efter hand ned till en storlek motsvarande en knuten manshand och fick en hård yta. Arbetet kunde pågå under många dagar, eller i veckor. Läpparna syddes ihop med bomullssnören för att hindra onda andar att komma ut. Slutligen färgades tsantsan svart med träkol.
Tsantsan exponerades i de långvariga tsantsaceremonierna, och bars med av huvudjägaren för att ge magisk kraft under viss tid, varefter det avyttrades när det tappat sin kraft.

## Handel i tsantsas
I gamla tider kastades tsantsas bort som värdelösa föremål efter viss tid, eftersom de ansågs så småningom ha förlorat sin övernaturliga kraft. Senare kom de att få ett handelsvärde på grund av att de blev eftersökta av västerländska museer och andra samlare. Bytesvara var ofta gevär. Detta ledde till en ökad omfattning av huvudjakten, dels genom att skjutvapen var effektivare än spjut i skärmytslingarna mellan stammarna, dels genom att de krympta huvudena blev attraktiva bytesobjekt för shuarfolket.
Ecuadors regering förbjöd huvudjakt under 1960-talet, och vanan att ta huvuden anses därefter ha upphört.
Shuarfolkets kultur studerades under 1910-talet av den finlandssvenske religionsvetaren Rafael Karsten och senare av den svenske fotografen och författaren Rolf Blomberg 1938 och 1964.